# Varnávas
Varnávas (grec moderne : Βαρνάβας; pop: 1415 en 2001) est un village grec situé près de la ville de Marathon et de Grammatikó. Son altitude est de 453 m.
Un accident d'avion a eu lieu près ce village le 14 août 2005, faisant 121 morts.